# Santiago Ramos Plaza
Santiago Ramos Plaza (Alcázar de San Juan, 1944-Madrid, 24 de enero de 2021) fue un poeta español.

## Biografía
Su padre fue ferroviario y, aunque nacido en Alcázar de San Juan, residía en Madrid. En 1978 se casó con Etelvina. Era amigo de otro poeta alcazareño, José Corredor Matheos. De sentida religiosidad, también publicó literatura memorialística. Colaboró en la revista La Veleta del Sastre. Sus primeros poemas aparecieron en Antología primera (1973). Dominaba las estrofas clásicas y, por ejemplo, en En el cuarto cerrado del amor reúne un centenar de sonetos.

## Obras
- Estación, 1964.
- Antología primera, 1973.
- De poeta por la feria 1991.
- La Navidad de la calle Torres en veinte estampas, 1992.
- En el cuarto cerrado del amor, El Juglar y la luna, Seuba Eds., 1999.[2]
- Al aire de Doña Acacia, 2001.
- Alcázar de mis cenizas, 2002.
- Canciones de mi patio, 2004.
- Las veletas, 2005.
- La luz de una casa que se apaga, 2005.
- Las máscaras, 2007.
- Alcázar al fin y al cabo, 2007, prosa.
- De Nochebuena a Reyes, 2008.
- Temporada de cuaresma, 2009.
- Alcázar de la vieja luz 2010.
- Luna de miel en tren, Alcázar de San Juan, imprenta Palmero, 2014.[3]